# Jesse Davis
Jesse Davis (Nueva Orleans, Luisiana,9 de noviembre de 1965) es un saxofonista de jazz estadounidense. Davis empezó como estudiante de Ellis Marsalis en el New Orleans Center for Creative Arts. Después de graduarse, registra ocho álbumes para Concord Jazz, y colabora con artistas como Jack McDuff e Illinois Jacquet. Davis ha estudiado música en la Universidad Nororiental de Illinois y en 1989 recibe de Down Beat el "Most Outstanding Musician Award".

## Trayectoria
Jesse Davis es uno de los “jóvenes leones” del Jazz de Nueva Orleans, donde nació en 1965. Continuador de la tradición iniciada por la familia Marsalis y otros músicos de la ciudad cuna del jazz.
Jesse empezó a tocar muy joven cuando su hermano Roger (intérprete de tuba) le regaló un saxofón y le enseñó los rudimentos del instrumento. Estudió a continuación con Ellis Marsalis, y más tarde obtuvo una beca para matricularse en la Northeastern Illinois University. Después estudió en el William Patterson College en New Jersey para terminar en la New School de New York, donde estudió con el crítico Ira Gitler, que dijo de él: “Jesse destacó entre todos los demás alumnos”. Durante sus años de estudiante, Jesse ganó varios premios en Festivales, como los de Notre Dame, Wichita State, New York University, Southern University y Loyola. 
Como sideman, Jesse ha trabajado con Jack McDuff, Major Holley, Cecil Payne, Illinois Jacquet, Jay McShann, Chico Hamilton, Junior Mance, Kenny Barron, Tete Montoliu, Cedar Walton, Benny Golson, Tana Reid, The Newport All Stars, Roy Hargrove, Hank Jones y otros.
En 1993, 1994 y 1995 realizó varias giras por Europa al frente de su cuarteto. En sus más de 60 apariciones en España, Francia, Italia, Suiza y el Reino Unido obtuvo buenas críticas y una excelente recepción por parte del público. En julio de 1996 efectúa una gira Europea formando parte de la Sax Machine de Phil Woods, con Charles McPherson y Gary Bartz.
Tiene contrato exclusivo con la discográfica Concord, con la que ha publicado los álbumes Horn of passion (1991), As we speak (1992) Young at Art (1993) High standards (1994), From within (1996) y First Insight (1997). También ha grabado junto a Ray Brown Some of my best friends are saxophone players para Teelark y Burning at the Wooddhouse junto a Milt Jackson para Qwest.
En 1996 Jesse participa en el film de Robert Altman “Kansas City”, donde interpreta el papel de Earl Warren.
Entre 1994 y 1997, Jesse Davis colabora de forma regular con su paisano Nicholas Payton, con quien le une una estrecha amistad. Juntos graban en 1996 bajo el sello Verve, el álbum Gumbo Nouveau, con temas clásicos del repertorio de New Orleans actualizados. 
En 1997, Jesse vuelve a su ciudad natal, y forma un grupo compuesto exclusivamente por músicos residentes en New Orleans, al que llama “Louisiana Bebop”. Con este grupo realiza una gira de cinco semanas por Europa en la primavera de 1998. En 1999 participó en la primera gira europea de JAM SESSION ’99, un homenaje a Norman Granz y al equipo de Jazz at the Philharmonic, a la que siguieron otras en 2001 y 2003. 
Desde 2004, Jesse reside en Italia. Su último proyecto es el grupo “The Charlie Parker Legacy Band”, dedicado a la interpretación de las composiciones de Charlie Parker, que actuó en varios Festivales Europeos durante 2005 y 2006.
Su manera de tocar muestra influencias de Charlie Parker, Sonny Stitt y Cannonball Adderley. Jesse Davis tiene una buena técnica, un sonido amplio y afinidad por el Blues.

## Discografía
- Horn of Passion (Concord, 1991) con Mulgrew Miller
- As We Speak (Concord, 1992) con Jacky Terrasson, Robert Trowers

- Young at Art (Concord, 1993) con Brad Mehldau

- High Standards (Concord, 1994) con Nicholas Payton, Dado Moroni, Peter Washington
- From Within (Concord, 1996) con Nicholas Payton, Hank Jones, Ron Carter, Lewis Nash
- First Insight (Concord, 1997) con Mulgrew Miller, Peter Bernstein, Ron Carter, Kenny Washington
- The Set-Up (All Tribe, 2002) con Peter Bernstein, Ray Drummond